# Vanderhammenacarus deharvengi
Genre
Espèce
Vanderhammenacarus deharvengi est une espèce d'acariens parasitiformes de la famille des Opilioacaridae, la seule du genre Vanderhammenacarus.

## Distribution
Cette espèce est endémique de Thaïlande.

## Étymologie
Cette espèce est nommée en l'honneur de Louis Deharveng.

## Publication originale
- Leclerc, 1989 : Considérations paléobiogéographiques à propos la découverte en Thaïlande d'opilioacariens nouveaux (Acari-Notostigmata). Compte Rendu des Séances de la Société de Biogéographie, vol. 65, n. 4, p. 162-174.